# Core Duo
Core Duo, insieme a Core Solo, è il nome commerciale del processore mobile Intel Yonah arrivato sul mercato il 5 gennaio 2006 come successore del Pentium M Dothan alla base della piattaforma Centrino, che in questo caso, data la natura dual core della CPU Yonah, prende il nome di Centrino Duo. Intel ha inoltre dichiarato, per voce del suo presidente Paul Otellini, che Core Duo promette prestazioni 100 volte maggiori rispetto al primo Pentium, con un quarto della grandezza del primo die di un processore Intel.

## Storia
Intel ha da sempre abituato i propri clienti a nomi commerciali di processori che si protraggono a lungo nel tempo inalterati sebbene nel corso degli anni le ultime evoluzioni siano profondamente diverse dalle incarnazioni originali. L'esempio più eclatante di questa strategia è rappresentato dal Pentium 4 di cui l'ultima incarnazione, il core Cedar Mill è molto diverso dall'originale Willamette.
Sembrava che questo approccio venisse mantenuto anche con Yonah, e infatti durante i primi annunci fatti da Intel, essa stessa aveva annunciato i seguenti nomi, in cui però non era ancora nota la prima cifra del processor number, ma che presumibilmente sarebbe stata un "8", diventando quindi "Pentium M serie 8xx":
- Pentium M x60
- Pentium M x50
- Pentium M x40
- Pentium M x30
- Pentium M x20

Nel corso del tempo invece, Intel ha deciso che per Yonah, il primo core alla base del processore Core Duo, era necessario cambiare strategia commerciale ritenendo fondamentale che i consumatori distinguano fermamente tra i "vecchi" processori mobile Dothan e i nuovi dual core. Per questo motivo il 15 novembre 2005 sono stati presentati i nuovi loghi che indicano le varie versioni di Yonah (single core e dual core), dichiarando che non sarebbe più stata presente nessuna menzione al Pentium M. Tali loghi sono (come già accennato), Core Duo appunto, per le versioni dual core di Yonah, e Core Solo per quelle single core.
Successivamente, il 18 novembre 2005, Intel ha presentato i nomi ufficiali delle varie versioni di Yonah che sono poi arrivate in commercio. Si nota che non è infatti più presente nessun riferimento al "Pentium M serie 8xx" e che anzi anche il processor number è cambiato diventando composto da una lettera iniziale seguita da 4 cifre.
La lettera identifica la "classe energetica" della CPU in questione, infatti i processori Yonah appartenenti alla serie "E" sono caratterizzati da un consumo di più di 50 W. Sono seguiti poi da quelli della serie "T" con 25-49 W, della serie "L" con 15-24 W e, per finire, dai modelli della serie "U" con meno di 14 W. È però da tenere conto che le CPU della serie "E" non saranno destinate all'utilizzo in sistemi Mobile.

## Caratteristiche

### La  piattaforma "Centrino Duo"

Evoluzione del logo Centrino

Assieme al chipset Calistoga, il cui nome commerciale è i945 GM e i945 PM, e alla scheda wireless Golan (chiamata commercialmente Intel/PRO wireless 3945ABG), il primo Core Duo forma la nuova piattaforma Napa (all'inizio era previsto anche il chipset di fascia alta i955 XM ma poi a metà luglio 2005 il suo sviluppo è stato soppresso inserendo alcune delle sue caratteristiche nei restanti chipset).
Proseguendo un trend già visto con le prime soluzioni Centrino, Napa introduce anche una generale riduzione delle dimensioni dei componenti; questo permetterà l'utilizzo di sistemi notebook sempre più piccoli, portando verso una continua miniaturizzazione dei dispositivi. Già al momento attuale sono disponibili in commercio soluzioni notebook con display da 10 pollici, capaci di notevole potenza elaborativa. Commercialmente dovrebbero essere 2 versioni di Napa a seconda che il processore inserito sia la versione dual core o quella single core. Analogamente a quanto fatto con il logo del processore, infatti anche quello della piattaforma vedrà una revisione formando le 2 piattaforme Centrino Duo e Centrino con loghi modificati rispetto a quello utilizzato fino a Dothan.

### Yonah
L'unica incarnazione del processore Core Duo è Yonah, ovvero il processore che inizialmente doveva essere il nuovo Pentium M serie 8xx successore di Dothan. Si tratta del primo processore mobile con un design dual core formato, in un certo senso, da due core Dothan costruiti con processo a 65 nm su singolo die. Include 2 MB di cache L2 condivisa dai due core e un clock che all'inizio raggiunge i 2,13 GHz con un bus a 667 MHz. È stato inoltre implementato il supporto alle istruzioni SSE3, la tecnologia di virtualizzazione Vanderpool ma, contrariamente a quanto annunciato all'inizio, non le EM64T, rimandate al successore Merom. Il processore è inoltre in grado di disattivare uno dei due core in modalità di risparmio energetico ed è alla base della piattaforma Napa, il nome in codice della nuova Centrino Duo.

## IMacIntel
Nel giugno 2005 Apple aveva annunciato che avrebbe progressivamente abbandonato i processori PowerPC di IBM per abbracciare, in ogni sua famiglia di computer, i chip x86 di Intel. In occasione del Mac World Expo di San Francisco, l'11 gennaio 2006, sono stati tolti i veli ai primi portatili MacBook Pro e iMac, entrambi con processore Core Duo.
I modelli di MacBook Pro presentati sono due: uno dotato di processore Core Duo a 1,67 GHz e disco rigido SATA da 80 GB, e uno dotato di Core Duo a 1,83 GHz e drive SATA da 100 GB. Invece i modelli di iMac si differenziano in modo particolare per la velocità del processore, di 1,83 GHz o 2 GHz, e la dimensione del disco fisso SATA, di 160 GB o 250 GB. Di fatto però, Apple ha iniziato la distribuzione dei MacBook Pro con processori più veloci: il modello base ora è equipaggiato con il processore Core Duo da 1,83 GHz, mentre il modello superiore è equipaggiato con la versione da 2 GHz e, per quest'ultimo, è disponibile un upgrade a pagamento per un processore Core Duo da 2,16 GHz.
Sia con il MacBook che con il nuovo iMac, Apple forniva la versione x86 di macOS 10.4.4 e la nuova, per l'epoca, suite software iLife '06 presentata insieme a iWork '06 nella stessa occasione.

## Modelli
La tabella seguente mostra i modelli di Core Duo, basati su core Yonah, arrivati sul mercato. Molti di questi condividono caratteristiche comuni pur essendo basati su diversi core; per questo motivo, allo scopo di rendere maggiormente evidente tali affinità e "alleggerire" la visualizzazione alcune colonne mostrano un valore comune a più righe. Di seguito anche una legenda dei termini (alcuni abbreviati) usati per l'intestazione delle colonne:
- Nome Commerciale: si intende il nome con cui è stato immesso in commercio quel particolare esemplare.
- Data: si intende la data di immissione sul mercato di quel particolare esemplare.
- N°Core: si intende il numero di core montati sul package: 1 se "single core" o 2 se "dual core".
- Socket: lo zoccolo della scheda madre in cui viene inserito il processore. In questo caso il numero rappresenta oltre al nome anche il numero dei pin di contatto.
- Clock: la frequenza di funzionamento del processore.
- Molt.: sta per "Moltiplicatore" ovvero il fattore di moltiplicazione per il quale bisogna moltiplicare la frequenza di bus per ottenere la frequenza del processore.
- Pr.Prod.: sta per "Processo produttivo" e indica tipicamente la dimensione dei gate dei transistors (180 nm, 130 nm, 90 nm) e il numero di transistor integrati nel processore espresso in milioni.
- Voltag.: sta per "Voltaggio" e indica la tensione di alimentazione del processore.
- Watt: si intende il consumo massimo di quel particolare esemplare.
- Bus: frequenza del bus di sistema.
- Cache: dimensione delle cache di 1º e 2º livello.
- XD: sta per "XD-bit" e indica l'implementazione della tecnologia di sicurezza che evita l'esecuzione di codice malevolo sul computer.
- 64: sta per "EM64T" e indica l'implementazione della tecnologia a 64 bit di Intel.
- HT: sta per "Hyper-Threading" e indica l'implementazione della esclusiva tecnologia Intel che consente al sistema operativo di vedere 2 core logici.
- ST: sta per "SpeedStep Technology" ovvero la tecnologia di risparmio energetico sviluppata da Intel e inserita negli ultimi Pentium 4 Prescott serie 6xx per contenere il consumo massimo.
- VT: sta per "Vanderpool Technology", la tecnologia di virtualizzazione che rende possibile l'esecuzione simultanea di più sistemi operativi differenti contemporaneamente.
- Core: si intende il nome in codice del progetto alla base di quel particolare esemplare.

| Nome Commerciale   | Data             | Socket | N°Core | Clock    | Molt. | Pr.Prod.       | Voltag.         | Watt | Bus     | Cache            | XD | 64 | HT | ST | VT | Core  |
| ------------------ | ---------------- | ------ | ------ | -------- | ----- | -------------- | --------------- | ---- | ------- | ---------------- | -- | -- | -- | -- | -- | ----- |
| Core Duo T2050     | maggio 2006      | M      | 2      | 1,6 GHz  | 12x   | 65 nm 152 mil. | 1.1625V - 1.30V | 31 W | 533 MHz | L1=2x64KB L2=2MB | Sì | No | No | Sì | No | Yonah |
| Core Duo T2250     | maggio 2006      | M      | 2      | 1,73 GHz | 13x   | 65 nm 152 mil. | 1.1625V - 1.30V | 31 W | 533 MHz | L1=2x64KB L2=2MB | Sì | No | No | Sì | No | Yonah |
| Core Duo T2300     | 5 gennaio 2006   | 479, M | 2      | 1,66 GHz | 10x   | 65 nm 152 mil. | 1.1625V - 1.30V | 31 W | 667 MHz | L1=2x64KB L2=2MB | Sì | No | No | Sì | Sì | Yonah |
| Core Duo T2300E    | maggio 2006      | 479, M | 2      | 1,66 GHz | 10x   | 65 nm 152 mil. | 0.7625-1.3V     | 31 W | 667 MHz | L1=2x64KB L2=2MB | Sì | No | No | Sì | No | Yonah |
| Core Duo T2350     | N.A.             | M      | 2      | 1,87 GHz | 14x   | 65 nm 152 mil. | 1.1625V - 1.30V | 31 W | 533 MHz | L1=2x64KB L2=2MB | Sì | No | No | Sì | Sì | Yonah |
| Core Duo T2400     | 5 gennaio 2006   | 479, M | 2      | 1,83 GHz | 11x   | 65 nm 152 mil. | 1.1625V - 1.30V | 31 W | 667 MHz | L1=2x64KB L2=2MB | Sì | No | No | Sì | Sì | Yonah |
| Core Duo T2450     | N.A.             | M      | 2      | 2 GHz    | 15x   | 65 nm 152 mil. | 1.1625V - 1.30V | 31 W | 533 MHz | L1=2x64KB L2=2MB | Sì | No | No | Sì | Sì | Yonah |
| Core Duo T2500     | 5 gennaio 2006   | 479, M | 2      | 2 GHz    | 12x   | 65 nm 152 mil. | 1.1625V - 1.30V | 31 W | 667 MHz | L1=2x64KB L2=2MB | Sì | No | No | Sì | Sì | Yonah |
| Core Duo T2600     | 5 gennaio 2006   | 479, M | 2      | 2.16 GHz | 13x   | 65 nm 152 mil. | 1.1625V - 1.30V | 31 W | 667 MHz | L1=2x64KB L2=2MB | Sì | No | No | Sì | Sì | Yonah |
| Core Duo T2700     | 28 giugno 2006   | 479, M | 2      | 2.33 GHz | 14x   | 65 nm 152 mil. | 1.1625V - 1.30V | 31 W | 667 MHz | L1=2x64KB L2=2MB | Sì | No | No | Sì | Sì | Yonah |
| Core Duo LV L2300  | 5 gennaio 2006   | 479    | 2      | 1,5 GHz  | 9x    | 65 nm 152 mil. | 0.7625-1.2125V  | 15 W | 667 MHz | L1=2x64KB L2=2MB | Sì | No | No | Sì | Sì | Yonah |
| Core Duo LV L2400  | 5 gennaio 2006   | 479    | 2      | 1,67 GHz | 10x   | 65 nm 152 mil. | 0.7625-1.2125V  | 15 W | 667 MHz | L1=2x64KB L2=2MB | Sì | No | No | Sì | Sì | Yonah |
| Core Duo LV L2500  | 3 settembre 2006 | 479    | 2      | 1,83 GHz | 11x   | 65 nm 152 mil. | 0.7625-1.2125V  | 15 W | 667 MHz | L1=2x64KB L2=2MB | Sì | No | No | Sì | Sì | Yonah |
| Core Duo ULV U2400 | 25 giugno 2006   | 479    | 2      | 1,07 GHz | 8x    | 65 nm 152 mil. | 0.85V - 1.1V    | 9 W  | 533 MHz | L1=2x64KB L2=2MB | Sì | No | No | Sì | Sì | Yonah |
| Core Duo ULV U2500 | 25 giugno 2006   | 479    | 2      | 1,2 GHz  | 9x    | 65 nm 152 mil. | 0.85V - 1.1V    | 9 W  | 533 MHz | L1=2x64KB L2=2MB | Sì | No | No | Sì | Sì | Yonah |

Nota: dato che al momento esiste solo il core Yonah, la tabella sopra è un estratto di quella completa contenuta nella pagina di Yonah, la quale contiene anche i riferimenti ai modelli marchiati Core Solo.
Nota Importante: Quando si parla di processori con due core, non si vuole assolutamente dire che la frequenza di clock del processore vada moltiplicata per due.